# Андре Боневе
Андре Боневе (фр. André Beauneveu; бл. 1335, Валансьєнн, графство Геннегау — бл. 1400, Бурж) — нідерландський скульптор і живописець, працював при дворах французького короля Карла V і його брата Жана Беррійського.

## Біографія

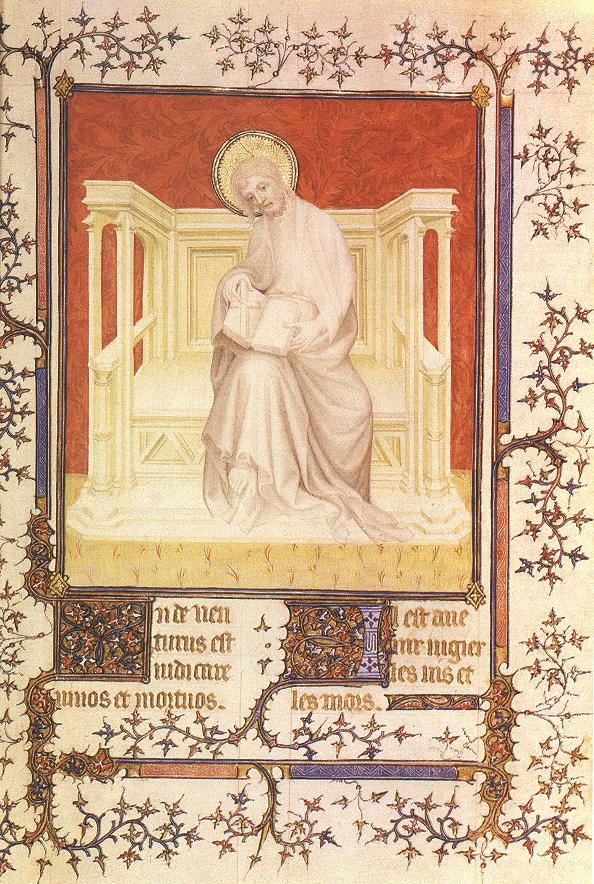
Андре Боневе. Святий Філіп, мініатюра з Псалтирі Жана Беррійського

Подібно всім художникам північної Європи того часу, інформація про життя Андре Боневе є надзвичайно мізерна і обмежена декількома фінансовими документами його покровителів. Найперша згадка про «Майстра Андре, живописця» (припускають, що це був Боневе) міститься в рахунках 1359 року герцогині Іоланди де Бар. «Майстер Андре» оформляв каплицю в замку герцогині у Ньєппі (не збереглася). У 1364 році він працював у Парижі у великій художній майстерні, створеній Карлом V. В документі король Франції іменує його «наш шановний Андре Боневе, наш скульптор».
Відсутні відомості про те, де жив і працював Боневе з 1367 по 1372 рік. За повідомленням його сучасника і друга Жана Фруассара, припускають, що в цей час Боневе разом з Жаном де Льєжем працював при англійському королівському дворі для Філіппи Геннегау. Однак інші підтвердження цього припущення відсутні, а ім'я Боневе відсутнє в зазвичай докладних рахунках Вестмінстерського палацу цього періоду. У 1372 році Боневе повернувся до Нідерландів, де працював на численних замовників з аристократичних та бюргерських кіл.
У 1386 році він переїхав до Буржа і вступив на службу до Жана Беррійського, одного з найбільших меценатів середньовічної Європи. Боневе здійснював загальне керівництво роботами скульпторів і художників герцога. Він брав участь в оздобленні фамільної резиденції герцога — замку Меен-сюр-Євр і, можливо, створив вітражі та скульптуру капели, влаштованої в замку Буржа за зразком паризької Сент-Шапель. Після 1388 року сліди Боневе губляться, але передбачається, що він помер у 1400 році.

## Творчість

### Мініатюра
Одним з небагатьох рукописів, що твердо атрибутовані руці Андре Боневе, є Псалтир Жана Беррійського (Париж, Національна бібліотека, MS. fr. 13091), який згадується як робота художника у інвентарі герцогської скарбниці за 1402 рік. Боневе виконав для цього манускрипту серію з 24 великих мініатюр із зображеннями старозавітних пророків і новозавітних апостолів. Мініатюри розміщені перед текстом псалтиря на дванадцяти розворотах, де на одній стороні зображені пророки, на другій — апостоли, утворюючи послідовність диптихів. Постаті пророків і апостолів виконані в техніці гризайлі, а їх престоли виконані у манері, що свідчить про гострий інтерес до реалістичного тривимірного моделювання і перспективи. На стиль цих мініатюр мав очевидний вплив Жан Пюсель, найвідоміша робота якого — Часослов Жанни д'Евре — до того часу вже перебувала у зібранні Жана Беррійського.

### Скульптура

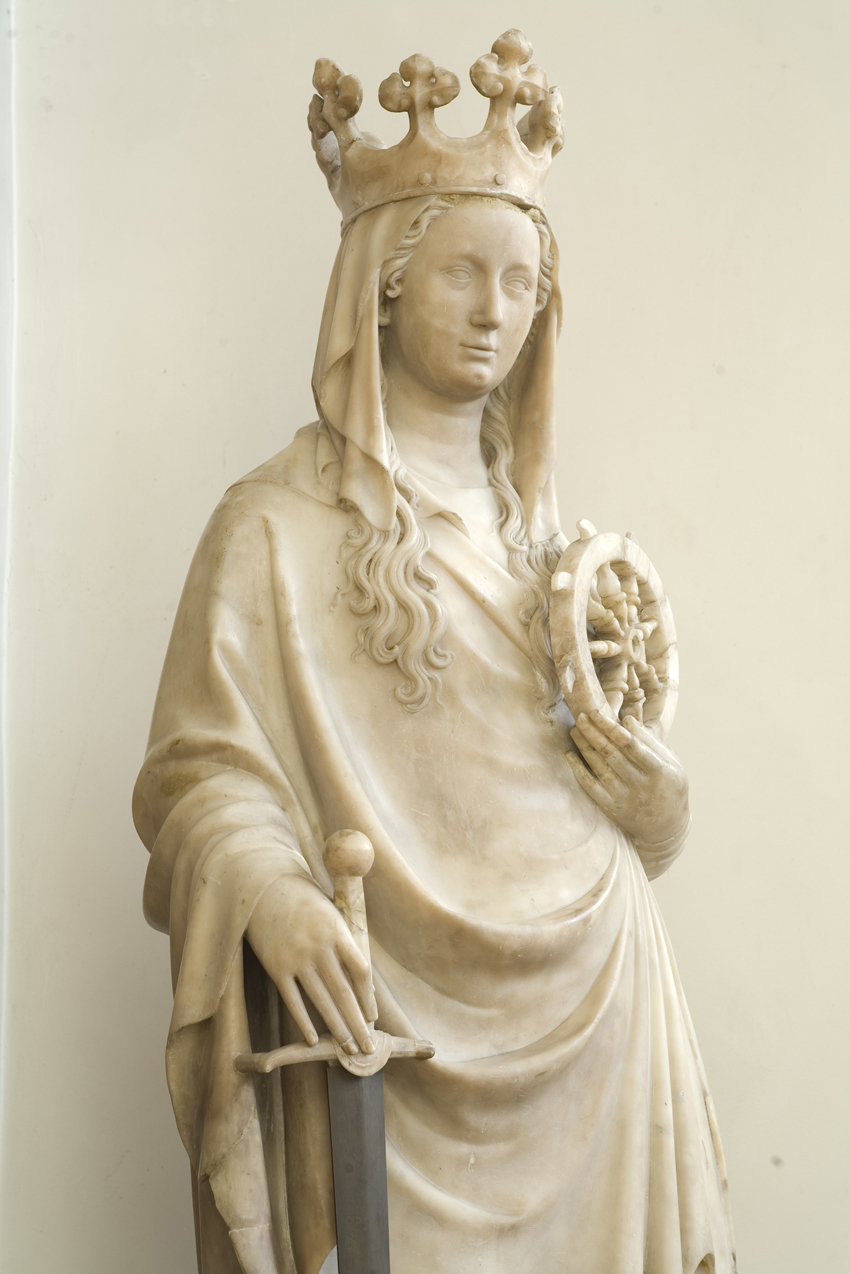
Свята Катерина, 1380 рік

У 1365 році Карл V замовив Андре Боневе чотири мармурових статуї для нових надгробків своїх дідуся і бабусі по батьківській лінії, батька і самого себе, які призначалися для Абатства Сен-Дені, де традиційно ховалися французькі королі. Створенням помпезних надгробків для своїх найближчих предків і для себе, їхнім розміщенням у серці королівського некрополя Капетингів, Карл V мав намір підкреслити, що нова династія Валуа є законними спадкоємцями французької корони (десятьма роками пізніше його бургундські кузени заснували новий династичний некрополь у Шанмолі). Те, що для цього найважливішого замовлення був обраний саме Боневе, вказує на високий статус нідерландського скульптора у Франції у той час. Надгробки відповідали найновішим тенденціям, блискуче білі статуї спочивали на підставах з полірованого чорного мармуру. Хоча самі надгробки були зруйновані в 1793 році, їх первинний вигляд відомий завдяки малюнкам кінця XVII століття (в теперішній час збережені скульптури залишаються в Сен-Дені, проте встановлені на простих підставах). Скульптура Карла V була виконана з дотриманням портретної схожості з яскраво вираженими індивідуальними рисами, що різко відрізняло її від скульптур інших членів його сім'ї. Можливо, інші надгробки створені не самим Боневе, а його помічниками. Записи про вилапати Боневе з королівської скарбниці припиняються у 1366 році (загалом він отримав 4700 франків золотом), а роботу над проектом завершили інші скульптори, в тому числі Жан де Льєж.
Одним з проектів, над яким Боневе працював між 1374 і 1377 роками був надгробний пам'ятник для графа Фландрії, Луї де Мале. Проект не був завершений, але статуя Святої Катерини, яка мала бути частиною основи пам'ятника, збереглася і нині перебуває в церкві Богоматері в Кортрейку. Наче жива постать, з лагідним вигином фігури, натуралістичними рисами обличчя і прямим поглядом — цей твір Боневе дає уявлення про елегантність його робіт, якою захоплювалися Фруассар та інші сучасники скульптора.
Після 1386 року Боневе створив декілька скульптур для замку герцога Беррійського Меен-сюр-Євр і для каплиці його замку в Буржі. Від скульптур Меен-сюр-Євр зберігся один фрагмент — голова бородатого чоловіка, яка нині зберігається в Луврі і ймовірно є уламком однієї з дванадцяти статуй апостолів, створених для каплиці замку. Існує також думка, що вона створена наступником Боневе — Жаном де Камбре, хоча більшість дослідників вбачає в ній роботу Боневе або його майстерні. Оформлення Меен-сюр-Євр, виконане Боневе, здобуло високі оцінки сучасниками. Брат Жана Беррійського, Філіп Бургундський, посилав у 1393 році в Меен-сюр-Євр художників, що працювали при його дворі — Клауса Слютера і Жана де Боме, щоб вони могли ознайомитися з роботами нідерландського скульптора.

### Живопис, вітражі
За архівними даними, протягом 1370-х років, коли Боневе працював над надгробними скульптурами для графа Фландрії, він також створив картини для Зали муніципалітету в його рідному місті Валансьєнні і виконував різні замовлення міських рад Іпра і Мехелена. Жодна з цих його робіт не збереглася. Одна з монументальних робіт Боневе — вітражі, створені для капели замку Жана Беррійского в Буржі. Капела була побудована за зразком паризької Сент-Шапель і мала стати герцогською усипальницею. Під час Французької революції каплиця була зруйнована, але її вигляд відомий за картиною XVIII століття, що зберігається в музеї Буржа разом з вцілілими фрагментами скульптур. Деякі з вітражів збереглися і були встановлені в склепі Бурзького собору. Фігури, зображені на вітражах в техніці гризайль, мали повторювати статуї, встановлені в нішах зовні будівлі.
На початку XX століття на хвилі збільшеного інтересу до середньовічного мистецтва з'явилася тенденція приписування творів анонімних авторів відомим художникам тієї доби. Боневе називали творцем Хакендоверського вівтаря, творів Майстра Нарбоннського параману, «Вестмінстерського портрета» Річарда II. Однак подібні атрибуції були засновані на поверхневому відношенні до стилістичної подібності, властивій творам періоду інтернаціональної готики і були відхилені серйозними дослідниками.